# E. E. Smith
Edward Elmer Smith (n. 2 mai 1890, Sheboygan, Wisconsin, SUA – d. 31 august 1965, Seaside⁠(d), Oregon, SUA), mai bine cunoscut sub pseudonimul E. E. "Doc" Smith, a fost un inginer american specializat în industria alimentară și scriitor de literatură științifico-fantastică. Este cel mai cunoscut pentru seriile sale Lensman și Skylark. Este numit uneori tatăl operei spațiale (space opera).

## Lucrări scrise

### SeriaLensman
1. Triplanetary (1948)
2. First Lensman (1950)
3. Galactic Patrol (1950)
4. Gray Lensman (1951)
5. Second Stage Lensmen (1953)
6. The Vortex Blaster (1960)
7. Children of the Lens (1954)

### SeriaSkylark
1. The Skylark of Space (1946)
2. Skylark Three (1948)
3. Skylark of Valeron (1949)
4. Skylark DuQuesne (1966)

### SeriaSubspace
1. Subspace Explorers (1965)
2. Subspace Encounter (1983)